# Norops sulcifrons
Norops sulcifrons este o specie de șopârle din genul Norops, familia Polychrotidae, descrisă de Cope 1899. Conform Catalogue of Life specia Norops sulcifrons nu are subspecii cunoscute.